# 2A busz (Körmend)
A körmendi 2A jelzésű autóbusz az Autóbusz-állomás – TESCO hipermarket – Bartók lakótelep – Autóbusz-állomás útvonalon közlekedik. A vonalat a Volánbusz üzemelteti.

## Közlekedése
Csak munkanapokon közlekedik, naponta egyszer.

## Útvonala
| Autóbusz-állomás → TESCO hipermarket → Bartók lakótelep → Autóbusz-állomás |
| --- |
| Autóbusz-állomás – Vasútmellék utca – Kossuth Lajos utca – Bercsényi utca – Thököly Imre utca – Vasútmellék utca – Hunyadi utca – Rákóczi utca – TESCO hipermarket – Rákóczi utca – Dr. Batthyány utca – Szabadság tér (kastély) – Dr. Batthyány utca – Rákóczi utca – Somogyi Béla utca – Platán utca – Nyírfa utca – Ifjúság utca – Batsányi János utca – Hunyadi utca – Vasútmellék utca – Autóbusz-állomás |

## Megállóhelyei
| 0  | Autóbusz-állomás                    |              | Körmend Helyközi autóbusz-állomás, II. világháborús emlékmű, Olcsai-Kiss Zoltán Általános Iskola                                                                  |
| 1  | Olcsai-Kiss Zoltán Általános Iskola | 1, 1A, 1B, 2 | II. világháborús emlékmű, Olcsai-Kiss Zoltán Általános Iskola |
| 4  | TESCO hipermarket                   | 1B, 2        | TESCO hipermarket, Új köztemető, Sportpálya, Körmendi Rendészeti Szakközépiskola, Határőrség Központi Múzeuma                                                     |
| 5  | TESCO hipermarket                   | 1B, 2        | TESCO hipermarket, Új köztemető, Sportpálya, Körmendi Rendészeti Szakközépiskola, Határőrség Központi Múzeuma                                                     |
| 7  | Szabadság tér                       | 1, 1A, 1B, 2 | Batthyány-Strattmann Kastély, Városi Bíróság, Földhivatal, Polgármesteri Hivatal, Faludi Ferenc Városi Könyvtár, Árpád-házi Szent Erzsébet templom, Szabadság tér |
| 8  | Szabadság tér (kastély)             | 1, 1A, 1B, 2 | Batthyány-Strattmann Kastély, Városi Bíróság, Földhivatal, Polgármesteri Hivatal, Faludi Ferenc Városi Könyvtár, Árpád-házi Szent Erzsébet templom, Szabadság tér |
| 10 | Bartók lakótelep 5.                 | 2            | |
| 11 | Somogyi utca 13.                    | 2            | |
| 12 | Somogyi utca, ABC                   | 2            | |
| 14 | Hunyadi utca, ABC                   | 2            | |
| 16 | Autóbusz-állomás végállomás         | 1, 1A, 1B, 2 | Körmend Helyközi autóbusz-állomás, II. világháborús emlékmű, Olcsai-Kiss Zoltán Általános Iskola                                                                  |

## Menetrend
| Óra | Munkanapokon |
| --- | ------------ |
| 16  | 10           |